# Vassfjellet (kulle i Antarktis)
Vassfjellet är en kulle i Antarktis. Den ligger i Östantarktis. Norge gör anspråk på området. Toppen på Vassfjellet är 70 meter över havet. Vassfjellet ligger vid sjöarna  Shel'fovoe och Karovoevatnet.
Terrängen runt Vassfjellet är kuperad åt sydväst, men åt nordost är den platt. Trakten är glest befolkad. Närmaste befolkade plats är Novolazarevskaya Station, 5,8 kilometer öster om Vassfjellet. 